# Mauritània Segona
Mauritània Segona (Mauritania Secunda) fou el nom donat pels romans d'Orient al territori format per algunes posicions a l'antiga província de Mauritània Tingitana ocupades el 534 i els territoris de la Cartaginense que havien reconquerit el 554. A partir del 572 fou conquerida pels visigots, conquesta que va durar fins al segle vii.